# Catherine Labouré

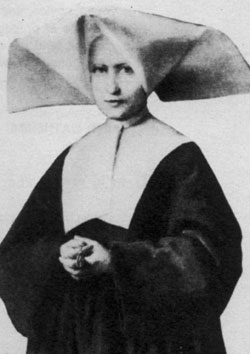
Catherine Labouré, um 1850

Catherine Labouré (* 2. Mai 1806 in Fain-lès-Moutiers, Burgund als Zoé Labouré; † 31. Dezember 1876 in Paris) war eine römisch-katholische Ordensfrau, die angab, in einer Marienerscheinung den Auftrag zur Herstellung der Wundertätigen Medaille erhalten zu haben. Sie wird in der katholischen Kirche als Heilige verehrt.

## Leben

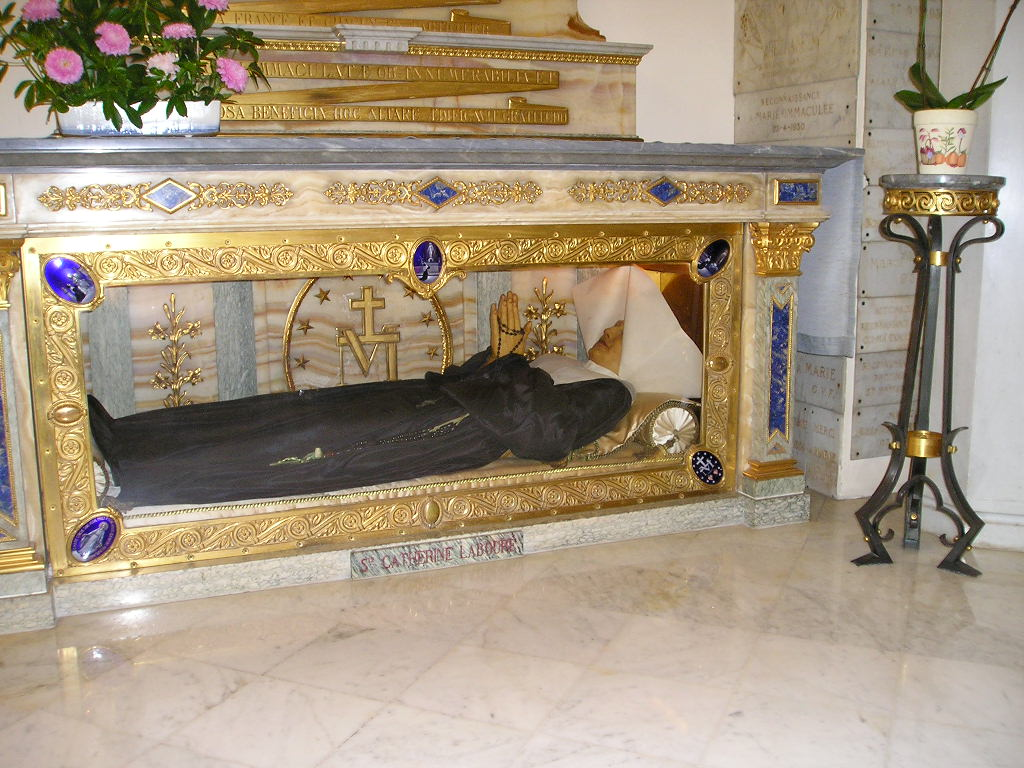
Einbalsamierter Leichnam von Catherine Labouré in einem Glasschrein in der Rue du Bac, Paris

Sie wurde als achtes von zehn Kindern des Landwirts Pierre Labouré geboren. Ihre Mutter war Dorflehrerin. Nach dem Tod ihrer Mutter am 9. Oktober 1815 übersiedelte sie in das 9 Kilometer entfernte Dorf Saint-Rémy und wurde bei ihrer Tante erzogen. Nach zwei Jahren kehrte sie wieder nach Hause zurück und führte, als ihre ältere Schwester 1818 bei den Töchtern der christlichen Liebe vom heiligen Vinzenz von Paul (französisch: Filles de la Charité) eintrat, gemeinsam mit ihrer Schwester Tonine den Haushalt.
Erst mit 18 Jahren konnte sie eine Schule besuchen und dort Lesen und Schreiben lernen.
Ihr Vater gestattete vorerst den Eintritt bei den Töchtern der christlichen Liebe nicht. Sie arbeitete bei ihrem Bruder in Paris und danach in Châtillon-sur-Seine in einem Pensionat.
Schließlich erhielt sie am 21. April 1830 die Erlaubnis, in die Gemeinschaft der Töchter der christlichen Liebe in Paris einzutreten. Sie erhielt den Ordensnamen Catherine. Am 19. Juli 1830 soll sie eine erste Marienerscheinung gehabt haben, eine weitere sei am 27. November gefolgt.

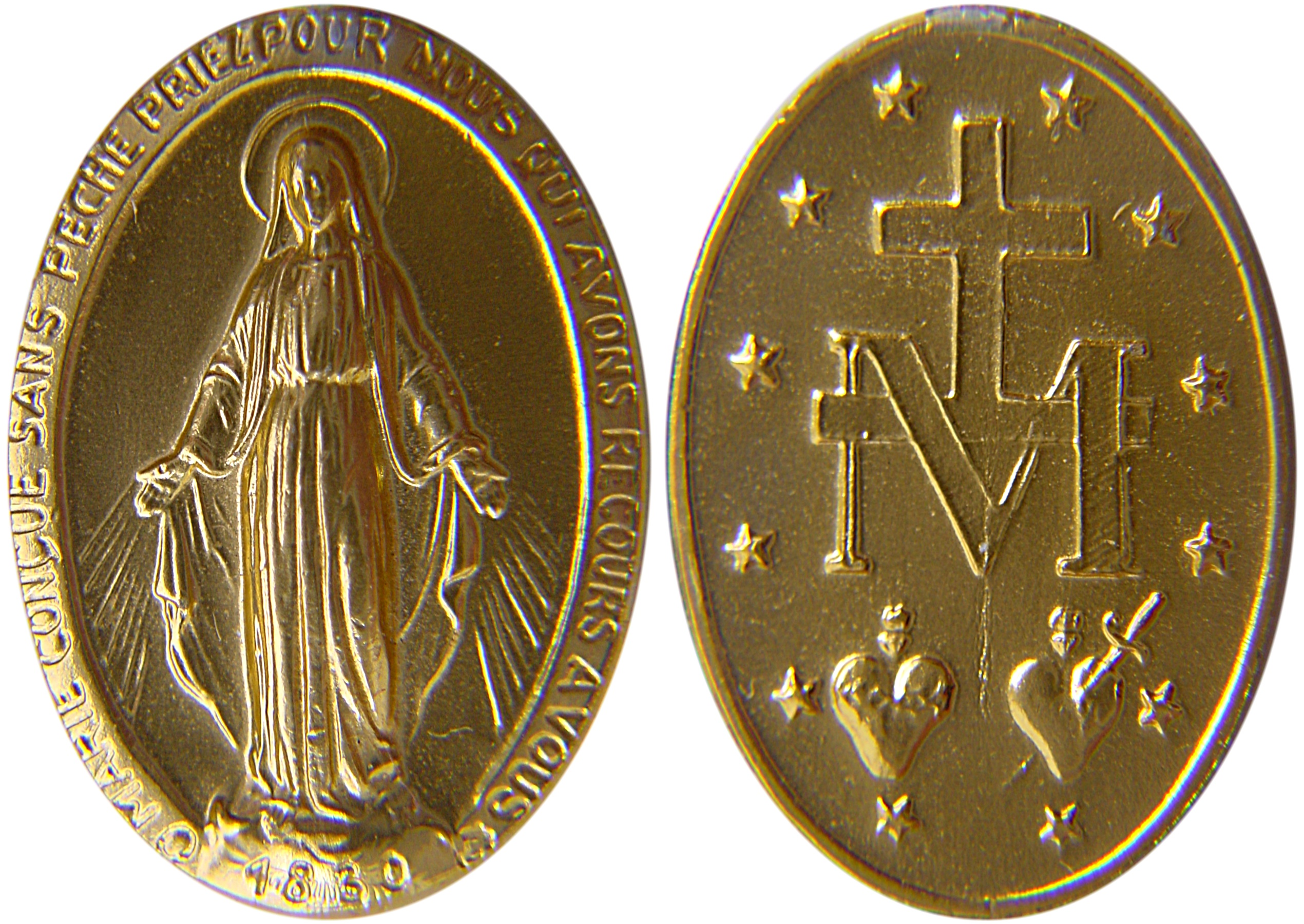
Die Wunderbare Medaille

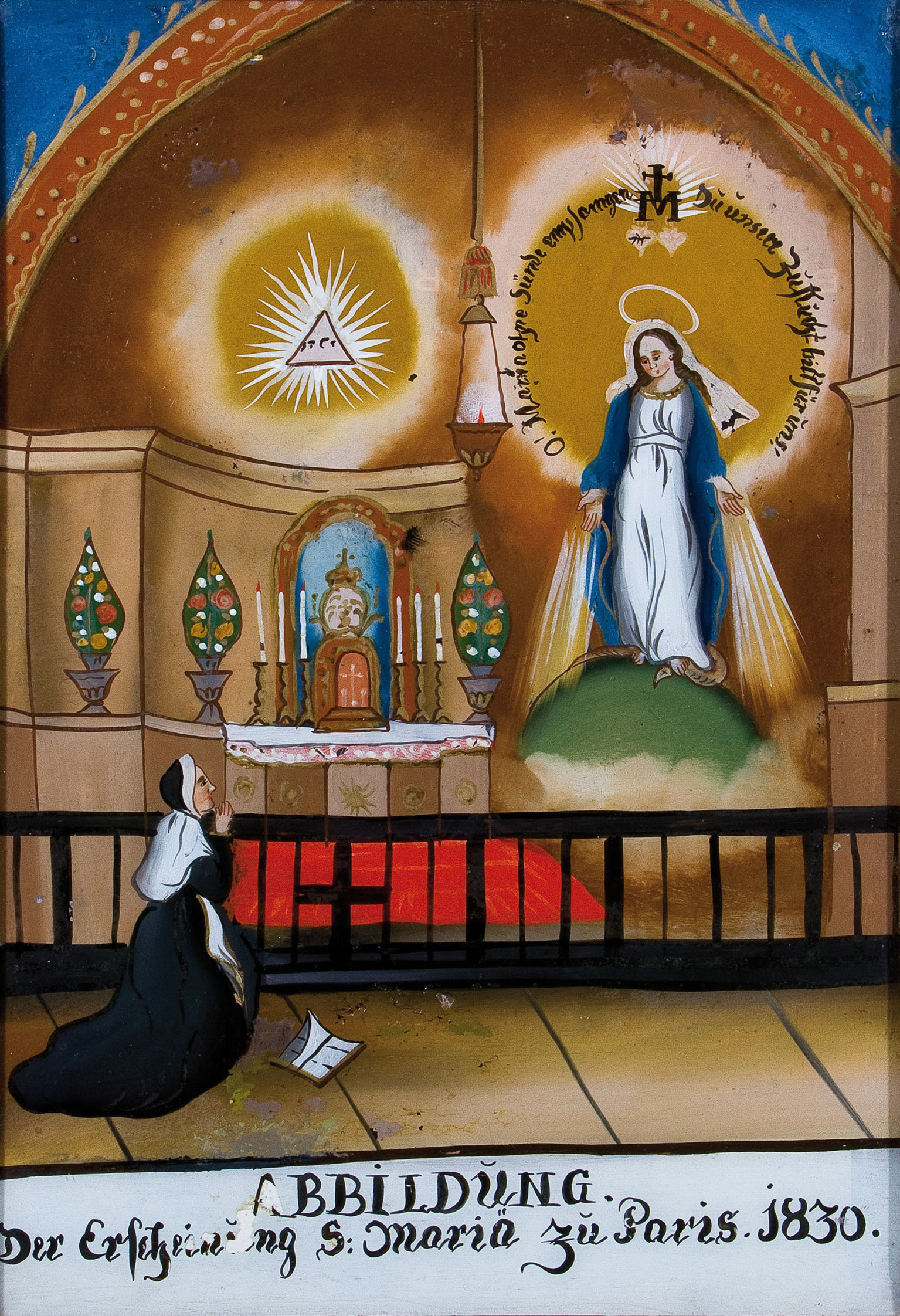
Hinterglasbild aus der Mitte des 19. Jahrhunderts mit einer Darstellung der Marienerscheinung in Paris im Jahr 1830

Catherine berichtete, dass sie Maria innerhalb eines ovalen Rahmens auf der Erdkugel stehend sah. Von den Ringen an ihren Fingern fielen Strahlen auf die Erde. Die Erscheinung sei von den Worten „O Maria, ohne Sünde empfangen, bitte für uns, die wir unsere Zuflucht zu dir nehmen“ (französisch: Ô Marie, conçue sans péché, priez pour nous qui avons recours à vous) umgeben gewesen. Außerdem habe sie einen großen Buchstaben M mit einem Kreuz darüber und die stilisierten Herzen Jesu und Marias, umrandet von zwölf Sternen, gesehen. Diese Erscheinung habe ihr aufgetragen, von diesen Bildern Medaillen zu prägen, und versprochen: „Alle, die sie tragen, werden große Gnaden empfangen“.
Catherine erzählte ihrer Oberin und dem Beichtvater Pater Aladele von dieser Vision, doch beide glaubten ihr zunächst nicht. Nach einer neuerlichen Marienerscheinung erhielt Pater Aladele im Jahr 1832 vom Erzbischof de Quelen die Erlaubnis zum Prägen der Medaillen. Wunderbare Heilserfahrungen machten die Medaille sehr populär und führten zur Bezeichnung „Wundertätige Medaille“. Die Verkündigung des Dogmas von der unbefleckten Empfängnis Marias durch Papst Pius IX. am 8. Dezember 1854 förderte die Verbreitung dieser Medaille.
Catherine arbeitete die restlichen Jahre ihres Lebens als gewöhnliche Krankenschwester in einem Altersheim in Enghien. Erst kurz vor ihrem Tod erfuhren ihre Mitschwestern, dass sie es war, die nach einer Marienerscheinung den Auftrag zum Prägen der Medaillen gegeben hatte.

## Nachwirken
Catherine Labourés Körper liegt in einem Glasschrein am seitlichen Altar der Klosterkapelle des Mutterhauses der Genossenschaft der Töchter der christlichen Liebe vom hl. Vinzenz von Paul (ehemals Hôtel de la Vallière) in der Rue du Bac 140 in Paris. Labouré wurde am 28. Mai 1933 selig und am 27. Juli 1947 durch Papst Pius XII. heiliggesprochen, nachdem entdeckt wurde, dass ihr Leichnam unverwest war.
Ihr Gedenktag ist ihr Todestag, der 31. Dezember.